# 642
642 (DCXLII) fue un año común comenzado en martes del calendario juliano, en vigor en aquella fecha.

## Acontecimientos

### Mundo islámico
- Capitulación de Alejandría (Egipto) ante los árabes. El general Amr terminó de esta manera la conquista de Egipto
- Se da la batalla de Nahavand y los árabes llegan hasta la frontera noroeste, donde murió (en el 651) Yazdgerd III, el último emperador sasánida, con lo que queda terminada la conquista de Persia.

### Hispania visigoda
- Chindasvinto es elegido rey de los visigodos tras una rebelión.

### Religión
- Teodoro I sucede a Juan IV como papa.

## Fallecimientos
- 12 de octubre: Juan IV, papa.
- Tulga, rey de los visigodos.